# Ostheim vor der Rhön
Ostheim vor der Rhön is een plaats in de Duitse deelstaat Beieren, en maakt deel uit van het Landkreis Rhön-Grabfeld.
Ostheim vor der Rhön telt 3.290 inwoners.
In Ostheim bevindt zich het Orgelbouwmuseum dat ingaat op de geschiedenis van 2000 jaar orgelbouw. In de plaats zelf is een traditie die begint aan het begin van de 17e eeuw.
Hier staat ook de Kirchenburg Ostheim, de grootste bewaarde kerkburcht van Duitsland.
Aubstadt ·
Bad Königshofen i.Grabfeld ·
Bad Neustadt a.d.Saale ·
Bastheim ·
Bischofsheim a.d.Rhön ·
Burglauer ·
Fladungen ·
Großbardorf ·
Großeibstadt ·
Hausen ·
Hendungen ·
Herbstadt ·
Heustreu ·
Höchheim ·
Hohenroth ·
Hollstadt ·
Mellrichstadt ·
Niederlauer ·
Nordheim v.d.Rhön ·
Oberelsbach ·
Oberstreu ·
Ostheim v.d.Rhön ·
Rödelmaier ·
Saal a.d.Saale ·
Salz ·
Sandberg ·
Schönau a.d.Brend ·
Sondheim v.d.Rhön ·
Stockheim ·
Strahlungen ·
Sulzdorf a.d.Lederhecke ·
Sulzfeld ·
Trappstadt ·
Unsleben ·
Willmars ·
Wollbach ·
Wülfershausen a.d.Saale